# Shikō Munakata
Shikō Munakata (jap. 棟方 志功 Munakata Shikō; ur. 5 września 1903, zm. 13 września 1975) – japoński drzeworytnik.
Urodził się w Aomori, w rodzinie ubogiego kowala. Od dzieciństwa wykazywał zainteresowania artystyczne. Początkowo zajmował się malarstwem olejnym, by po przeprowadzce do Tokio w 1924 roku zwrócić się ku drzeworytnictwu. Jego nauczycielem był Un’ichi Hiratsuka. Stopniowo wypracował własny, ekspresyjny styl, czerpiący z dorobku sztuki ludowej. W dziełach Munakaty silnie widoczny jest wpływ religii buddyjskiej.
Po II wojnie światowej twórczość Munakaty została doceniona poza Japonią także w świecie zachodnim, a jego dzieła trafiły do licznych kolekcji w Europie i USA. W 1956 roku jako pierwszy japoński artysta otrzymał nagrodę na prestiżowym Biennale w Wenecji, w 1964 Nagrodę Asahi, zaś w 1970 roku został odznaczony Orderem Kultury.